# Wilhelm Gorecki
Wilhelm Gorecki (ur. 27 marca 1934 w Zabrzu, zm. 3 listopada 2023) – polski metalurg, profesor nauk technicznych.

## Życiorys
W latach 1940–1948 uczył się w Szkole Powszechnej nr 8 w Zabrzu. W latach 1948–1952 uczęszczał do Szkoły Ogólnokształcącej Stopnia Podstawowego i Licealnego "Towarzystwa Przyjaciół Dzieci". W latach 1952–1957 studiował na Politechnice Śląskiej.
Tytuł inżyniera magistra mechaniki w zakresie „Maszyny i technologia przeróbki plastycznej” uzyskał na Wydziale Mechanicznym. W 1968 obronił rozprawę doktorską, pt. „Analiza odprężeń sprężystych walców walcarek kwarto celem uzyskania wyrobów walcowanych na zimno o dużej dokładności” na Politechnice Śląskiej, uzyskując tytuł doktora nauk technicznych.
Stopień doktora habilitowanego w dziedzinie nauk technicznych w zakresie metalurgii uzyskał w 1987 na Wydziale Metalurgicznym Akademii Górniczo-Hutniczej im. Stanisława Staszica w Krakowie, dzięki pracy, pt. „Wpływ tarcia na chropowatość powierzchni taśm i blach stalowych walcowanych na zimno”. W 1998 został profesorem nadzwyczajnym na Politechnice Częstochowskiej. Rok później został profesorem nadzwyczajnym na Politechnice Śląskiej. 22 stycznia 2003 roku otrzymał tytuł profesora zwyczajnego z dziedziny nauk technicznych.
Był nauczycielem akademickim na Politechnice Częstochowskiej, Wyższej Szkoły Ekonomii i Administracji w Bytomiu, Wydziale Mechaniczno-Technologicznym Politechniki Śląskiej.
Zmarł w 2023, spoczął na Cmentarzu Centralnym w Gliwicach.

## Życie prywatne
Gorecki był aktywny sportowo, uprawiał wiele dyscyplin: (w młodości) m.in. lekką atletykę, podnoszenie ciężarów, boks, pływanie, narciarstwo i piłkę nożną. Znał biegle pięć języków. Prowadził kronikę rodzinną, na podstawie której w 2021 wydał rodzinną książkę, pt. „Historia mojego życia i mojej Rodziny, Die Geschichte meines Lebens und meiner Famillie”. 
Na emeryturze od 1999, zajmował się historią regionu i rozwojem przemysłu na Górnym Śląsku. 

## Praca zawodowa
Gorecki był pracownikiem Instytutu Metalurgii Żelaza w Gliwicach i Huty Florian w Świętochłowicach.
Był specjalistą z dziedziny obróbki plastycznej metali i inżynierii materiałowej, sprawował funkcję kierownika Zakładu Przeróbki Plastycznej Metali w Katedrze Przetwórstwa Materiałów Metalowych i Polimerowych na Politechnice Śląskiej w latach 2000-2003.
Był aktywnym uczestnikiem wielu międzynarodowych gremiów, w tym pełnił rolę rzeczoznawcy Komisji Normalizacyjnej EUROFER w Brukseli, był również członkiem agendy Unii Europejskiej APPEAL ds. produkcji, stosowania i utylizacji blach oraz agendy Unii Europejskiej CIELFFA ds. produkcji i stosowania wyrobów walcowanych w Düsseldorfie. Brał udział w pracach agendy UNIDO w Wiedniu. Przez wiele lat pełnił funkcję przewodniczącego Komitetu Technicznego oraz był członkiem Rady Zarządzającej w Zespole Ośrodków Kwalifikacji Jakości Wyrobów SIMPTEST w Katowicach.
Gorecki był kierownikiem licznych prac badawczych i projektów wynalazczych, posiadał 24 patenty. Był autorem ponad 130 artykułów i publikacji naukowych, a także 12 podręczników akademickich i słownika polsko-angielsko-niemiecko-francusko-hiszpańsko-rosyjskiego z zakresu obróbki plastycznej metali. 

## Działalność społeczna
Od 1956 był członkiem SITPH (Stowarzyszenia Inżynierów i Techników Przemysłu Hutniczego). Był zaangażowany w działalność dwóch komisji (Komisji Seniorów, Komisji Historii i Ochrony Zabytków Hutnictwa).

## Nagrody i odznaczenia
- 2006: Medal Komisji Edukacji Narodowej[1].
- 2005: Medal 60-lecia Politechniki Śląskiej[1].
- 2001: Złoty Krzyż Zasługi[1].
- 2001: Złota odznaka honorowa SITPH.
- 1973: Srebrna odznaka „Zasłużony w Rozwój Województwa Katowickiego”[1].
- 1981: Odznaka „Zasłużony Pracownik Instytutu Metalurgii Żelaza”[1].